# ميغيل أنخيل توما
ميغيل أنخيل توما (بالإسبانية: Miguel Ángel Toma)‏ هو سياسي أرجنتيني، ولد في 18 سبتمبر 1949 في بوينس آيرس في الأرجنتين. حزبياً، نشط في الحزب العدلي. وقد انتخب عضو مجلس النواب في الأرجنتين.